# Sniježnica (Nevesinje)
Sniježnica je planina južno od Nevesinja u Bosni i Hercegovini. Najviši vrh joj je Komolj (1263 m).